# Балабуєв Петро Васильович
Петро́ Васи́льович Балабу́єв (23 травня 1931, Валуйськ — 17 травня 2007, Київ) — український авіаконструктор, Герой України, доктор технічних наук, професор. Член ЦК КПУ в 1986—1990 роках. Депутат Верховної Ради УРСР 11-го скликання.

## Життєпис
Народився 23 травня 1931 на хуторі Валуйськ, Станично-Луганського району, Луганської області.
З квітня 1954 року після закінчення Харківського авіаційного інституту працює на АНТК ім. О. К. Антонова. Інженер-конструктор, з 1956 року начальник складальної майстерні, з 1959 року начальник складального цеху, з 1960 року провідний інженер по льотних випробуваннях, з 1961-го заступник головного конструктора і начальник філії ОКБ на серійному заводі в Ташкенті в період запуску в серію найбільшого у світі на той час транспортного літака Ан-22 «Антей». Член КПРС з 1962 року.
У 1965 році призначений першим директором Київського механічного заводу, з 1968 року був Головним конструктором під час створення важкого дальнього літака для перевезень великогабаритних вантажів Ан-124 «Руслан». Потім — Перший заступник Генерального конструктора, а в 1984—2005 роках — Генеральний конструктор авіаційної техніки, очолював АНТК. Квітень—жовтень 1992 року — член Колеґії з питань науково-технічної політики Державної думи України. Член Ради експортерів при КМ України (з лютого 1999).
В Києві мешкав у будинку по вулиці Генерала Вітрука, 3/11, на якому йому встановлена меморіальна дошка. Помер 17 травня 2007 року. Похований в Києві, на Міському некрополі «Берківцях» (ділянка № 86).

## Професійна діяльність
За його участю та під його керівництвом побудовані літаки: Ан-22 «Антей», Ан-72, Ан-74, Ан-32, Ан-28, Ан-124 «Руслан», найбільший у світі літак Ан-225 «Мрія». Серед останніх розробок пасажирський Ан-140, багатоцільовий Ан-38, середній широкофюзеляжний військово-транспортний літак Ан-70. Голова ради директорів Міжнародного консорціуму «Середній транспортний літак». Керівник програми з виконання контракту з Республікою Іран.
Автор понад 100 наукових праць. Розробив наукові основи проектування та практичного втілення в конструкцію важких транспортних літаків суперкритичних профілів крила.
З грудня 2001 входив у склад Міжвідомчої комісії з питань науково-технологічної безпеки при РНБО.

## Пам'ять
10 червня 2021 року у Києві у Святошинському районі напроти ДП «Антонов» на місці колишнього заводу «Червоний екскаватор» було перейменовано Екскаваторну вулицю з включенням до її складу нової Проєктної вулиці 13138, що отримала назву вулиця Авіаконструктора Петра Балабуєва.

## Відзнаки і нагороди

Могила Балабуєва П. В. на Берковецькому цвинтарі

Петро Васильович за своє життя був відзначений наступними нагородами та званнями:
- Орден Трудового Червоного Прапора (1966)
- Герой Соціалістичної Праці (з врученням ордена Леніна та Золотої медалі «Серп і молот», 1975)
- Лауреат Державної премії СРСР (1973), Державної премії України (1979)
- Заслужений діяч науки і техніки Української РСР (травень 1991)[4]
- Почесна відзнака Президента України (1992)
- Орден «За заслуги» I ст. (1998)[5], II ст. (1997)[6]
- Почесний громадянин Києва (травень 1998)
- Орден Дружби (1998, РФ)
- Герой України (з врученням ордена Держави, 30 грудня 1999 року)[7] — за виняткові заслуги перед Українською державою в розвитку авіації, визначні досягнення у створенні новітніх транспортних, пасажирських та спеціальних літаків
- Переможець IV Міжнародного конкурсу «Людина року на транспорті» (1999)
- Орден Міжнародної кадрової академії «За розвиток науки та освіти» (2000)
- лауреат премії НАН України імені О. К. Антонова (2000)
- Орден князя Ярослава Мудрого V ступеня (2001)[8]
- Почесна грамота Кабінету Міністрів України (2001)
- премія імені Едварда Ворнера (2001, найвища нагорода Міжнародної організації цивільної авіації (ІКАО)
- Премія РФ імені Петра Великого (2001)